# ریو کوشینو
ریو کوشینو (انگلیسی: Ryo Kushino؛ زادهٔ ۳ مارس ۱۹۷۹) بازیکن فوتبال اهل ژاپن است.
از باشگاه‌هایی که در آن بازی کرده‌است می‌توان به باشگاه فوتبال ناگویا گرامپوس و باشگاه فوتبال جف یونایتد ایچیهارا چیبا اشاره کرد.